# Joseph Paxton

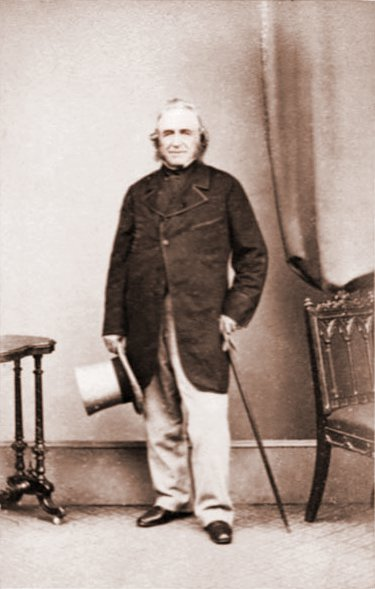
Sir Joseph Paxton, um 1860

Sir Joseph Paxton (* 3. August 1803 in Milton Bryan, Bedfordshire; † 8. Juni 1865 auf Rockhill bei Sydenham) war ein innovativer englischer Botaniker, Autor, Architekt, Gesellschafter und Politiker sowie Mitglied der Royal Horticultural Society. Er arbeitete als Gärtner für William Cavendish, 6. Duke of Devonshire, der ihm durch finanzielle Unterstützung Experimente mit Pflanzen und Glasgewächshäusern ermöglichte. Die Ergebnisse seiner Forschungsarbeit publizierte Paxton in Büchern und zahlreichen Wochen- bzw. Monatsmagazinen. Zur gleichen Zeit übernahm er als Architekt die Planung von Landschaftsgärten und Wohngebäuden. Für die Errichtung des Kristallpalastes, dem Ausstellungsgebäude der 1. Weltausstellung 1851 in London, wurde er von Königin Victoria geadelt. Er hatte Kontakt zu bedeutenden englischen Persönlichkeiten wie Charles Dickens, George Stephenson oder Charles Darwin und war Direktor der Eisenbahngesellschaft Midland Railway. Von 1854 bis kurz vor seinem Tod hatte er einen Sitz im House of Commons für Coventry inne. Sein offizielles botanisches Autorenkürzel lautet „Paxton“.

## Leben

### Kindheit und Ausbildung

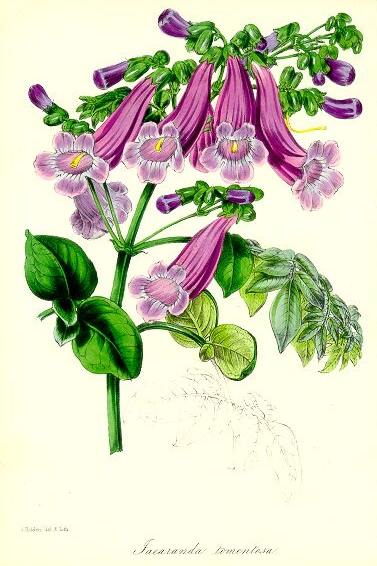
Jacaranda jasminoides. Illustration aus dem Paxton’s Magazine of Botany, gezeichnet von Joseph Paxton

Joseph Paxton wurde am 3. August 1803 in Milton Bryne in Bedfordshire geboren. Sein Vater William (1759–1810) und seine Mutter Anne (1761–1823) betrieben eine kleine Landwirtschaft und mussten ihre neun Kinder unter den harten Bedingungen der vorindustriellen Epoche mit minimalen finanziellen Mitteln großziehen. Obwohl Bildung in landwirtschaftlichen Familien damals keinen hohen Stellenwerte hatte und die Kinder üblicherweise schon im frühen Alter am Feld arbeiten mussten, besuchte Joseph Paxton höchstwahrscheinlich die Grundschule im nahegelegenen Woburn, die vom 1. Duke of Bedford eingerichtet worden war. Nach dem überraschenden Tod seines Vaters wurde der damals siebenjährige Joseph von seinem ältesten Bruder, ebenfalls William, großgezogen. Als letzterer 1816 mit der Verwaltung des Anwesens von John Russell, 6. Duke of Bedford, im Battlesden Park in Woburn anvertraut wurde, stellte er seinen jüngeren Bruder als Gärtner ein. Dieser konnte dort seine ersten Erfahrungen im Bereich der Botanik sammeln. Nach zwei Jahren wechselte Joseph zum Anwesen von Woodhall in Walton, Hertfordshire und arbeitete dort unter dem renommierten Gärtner William Griffin, der später zu den ersten Mitgliedern der Royal Horticultural Society (RHS) zählte. In den Jahren, als Paxton als einfacher Gärtner tätig war, zog er eine Emigration in die USA in Betracht.

### Chiswick Gardens: Der 6. Duke of Devonshire als Förderer

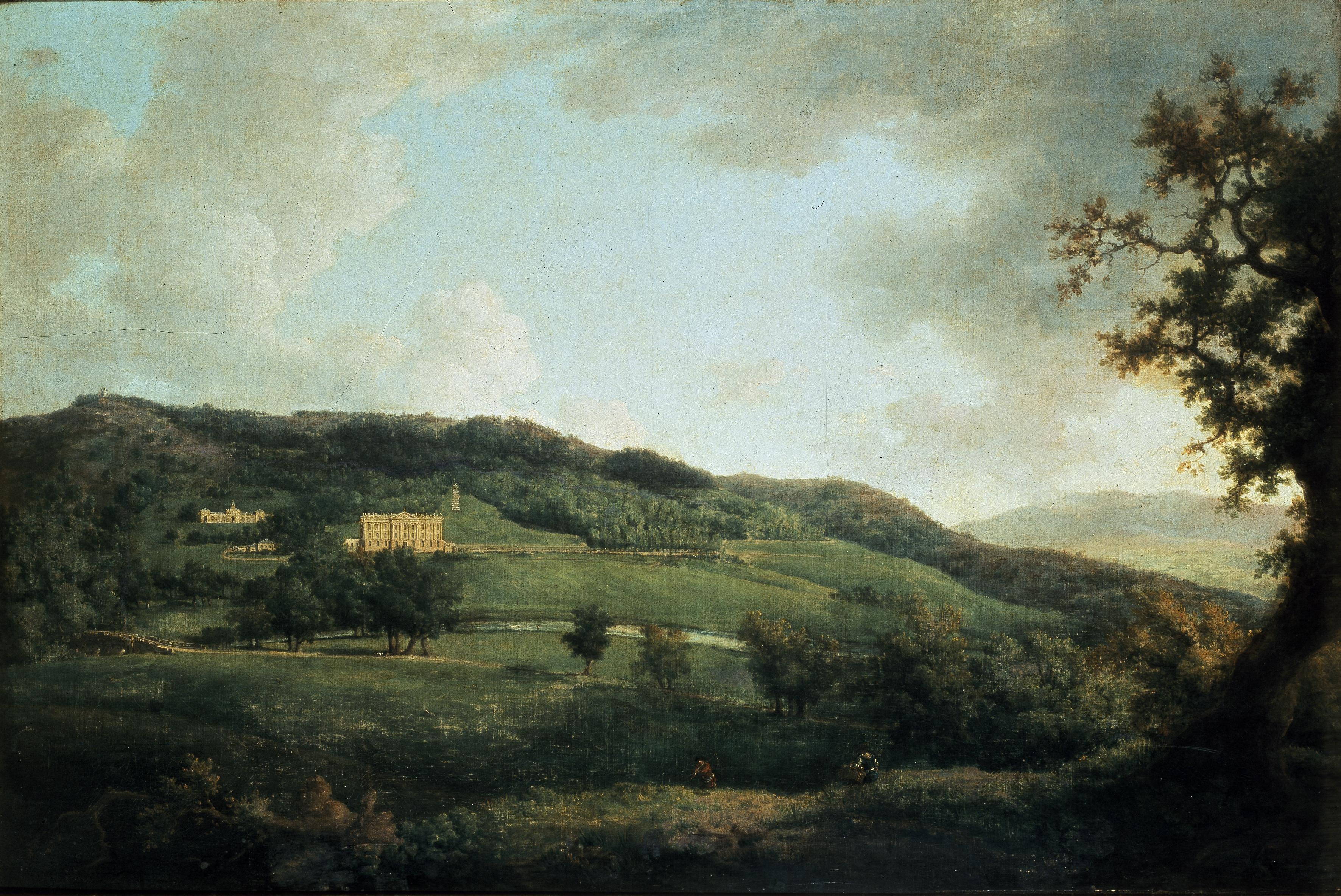
Das Chatsworth Anwesen im 18. Jahrhundert, gemalt von William Marlow

Im Jahr 1821 mietete die Royal Horticultural Society (RHS) die Chiswick Gardens in der Nähe des Chiswick Anwesens von William Cavendish, 6. Duke of Devonshire (1790–1858), um dort einen botanischen Versuchsgarten anzulegen. Im Alter von 20 Jahren bewarb sich Joseph Paxton bei der RHS und war als Gärtner für einen Teil der Chiswick Gardens zuständig. Da er zu diesem Zeitpunkt das Mindestalter für die Aufnahme in der Society noch nicht erreicht hatte, gab er sein Geburtsjahr als 1801 an – eine falsche Angabe, die sich noch heute in mancher Literatur über Paxton findet. Der Duke unternahm regelmäßig Spaziergänge durch die Chiswick Gardens und war dabei von Paxtons Arbeit so begeistert, dass er ihm 1826 die Stelle als Obergärtner in einem seiner weiteren Anwesen – dem Chatsworth House – anbot, welches über eine der schönsten Parkanlagen der damaligen Zeit verfügte. Trotz des unterschiedlichen sozialen Hintergrunds entstand eine tiefe Freundschaft zwischen Cavendish und dem einfachen Gärtner Joseph Paxton. Der Duke war unter anderem mit den Schriftstellern Charles Dickens, Leigh Hunt und William Makepeace Thackeray befreundet.

### Chatsworth Gardens: Der Weg zur Architektur von seinem Palast

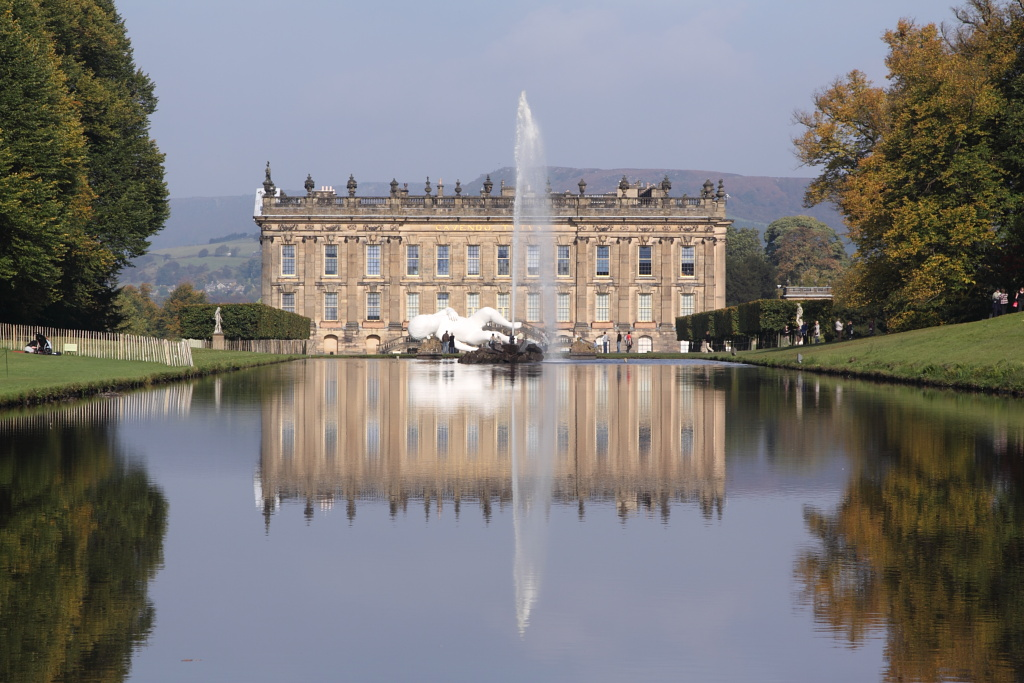
Emperor Fountain in den Chatsworth Gardens. Wasserfontäne mit einer Höhe von bis zu 100 Metern

Am 9. Mai 1826 begann Paxton seine Arbeit in den Chatsworth Gardens in der Nähe von Bakewell in Derbyshire, wo er die Nichte der Haushälterin, Miss Sarah Bown (1800–1871), kennenlernte und sie ein Jahr später heiratete. Sarahs Vater war ein bedeutender Landwirt und zahlte ihnen 5000 £ Mitgift – ein enormer Betrag im Verhältnis zu den 70 £ Jahreslohn, die Joseph damals als Obergärtner verdiente. Sarah Paxton unterstützte mit Enthusiasmus ihren Mann in allen geschäftlichen und organisatorischen Belangen und war in viele Entscheidungen eingebunden. Ihr wird daher eine große Bedeutung für seine Karriere zugeschrieben. Aus der Ehe gingen acht Kinder hervor.
Da das Chatsworth Haus zu diesem Zeitpunkt eine Erweiterung in Form eines neuen Nordflügels erfuhr, bestand Joseph Paxtons Arbeit vorerst darin, die umgebende Parkfläche neu zu bepflanzen. Dabei perfektionierte er die Nachahmung von Steingärten und Wasserkaskaden, sodass diese beinahe nicht mehr von natürlichen unterschieden werden konnten. Aufgrund seiner herausragenden Leistungen wurde er 1829 zusätzlich auch zum Hauptförster ernannt. Er legte ein Pinetum, eine Sammlung verschiedener Nadelholzgewächse an, dass in späterer Folge zu einem Arboretum mit Laubbäumen ausgeweitet wurde. In diesem Zeitraum erprobte er Methoden der Umsetzung großer, wachsender Bäume. Meilenstein war dabei der Transport mehrerer Palmen mit Pferdewagen von Walton-on-Thames nach Chatsworth, die größte davon wog über zwölf Tonnen. Er konnte nach und nach das Vertrauen von Cavendish gewinnen, bekam die Verantwortung für das gesamte Anwesen Chatsworth übertragen und durfte den Duke auf mehreren Auslandsreisen begleiten, unter anderem in die Schweiz, nach Athen, Konstantinopel und nach Paris, wo sie den Schlosspark Versailles besuchten.
In dieser Zeit konnte Joseph Paxton seine Forschungsergebnisse und Erfahrungen zusammenfassen und veröffentlichen. So publizierte er von 1831 bis 1836 das Monatsmagazin Horticultural Register, welches drei Jahre später durch das Magazine of Botany and Register of Flowering Plants ergänzt wurde. In diesem Jahr folgte weiters die Veröffentlichung des Buches A practical Treatise on the Cultivation of the Dahlia gemeinsam mit John Lindley, mit dem er dann auch zwölf Jahre lang das Pocket Botanical Dictionary, Paxton’s Flower Garden und den Calender of Garden Operations verfasste. Das 1841 veröffentlichte Wochenmagazin The Gardeners’ Chronicle war so erfolgreich, dass es bis 1986 fortgesetzt wurde und Charles Darwin als Autor gewonnen werden konnte.
1846 beteiligte er sich außerdem mit 25.000 £ an der Tageszeitung The Daily News, die zu diesem Zeitpunkt von Charles Dickens herausgegeben wurde. Er hatte aber keine aktive Beteiligung als Autor. Durch sein reges Geschäftsleben kam er in Kontakt mit Größen des Eisenbahnwesens wie Thomas Brassey, George Stephenson und dessen Sohn Robert Stephenson. 1848 wurde ihm über diese Beziehungen der Posten als Direktor der Eisenbahngesellschaft Midland Railway angeboten.
Bei der Erweiterung des Chatsworth Anwesens kam Joseph Paxton unter der Anleitung des britischen Architekten Jeffry Wyatville zum ersten Mal in Kontakt mit Architektur. Er plante zwischen 1838 und 1842 im Chatsworth Park mehrere Gebäude im Italianate-Stil, einem Vorläufer der Viktorianischen Architektur und ein Jahr später sein Privathaus mit Büro, von welchem aus er in den folgenden Jahren selbständige Aufträge, hauptsächlich die Gestaltung öffentlicher Gärten in den neuen industrialisierten Städten, wie den Princes Park in Liverpool oder den Birkenhead Park in Birkenhead, ausführte. Für den geplanten Besuch des Zars Nikolaus I. 1844 entwarf er außerdem die Emperor Fountain, eine fast 100 Meter hohe Wasserfontäne, die durch ein 75.000 Kubikmeter großes Druckreservoir auf einem Hügel gespeist wird und bis heute noch ohne zusätzliche mechanische Pumpen funktionstüchtig ist.

### Gewächshäuser als Vorläufer des Kristallpalastes

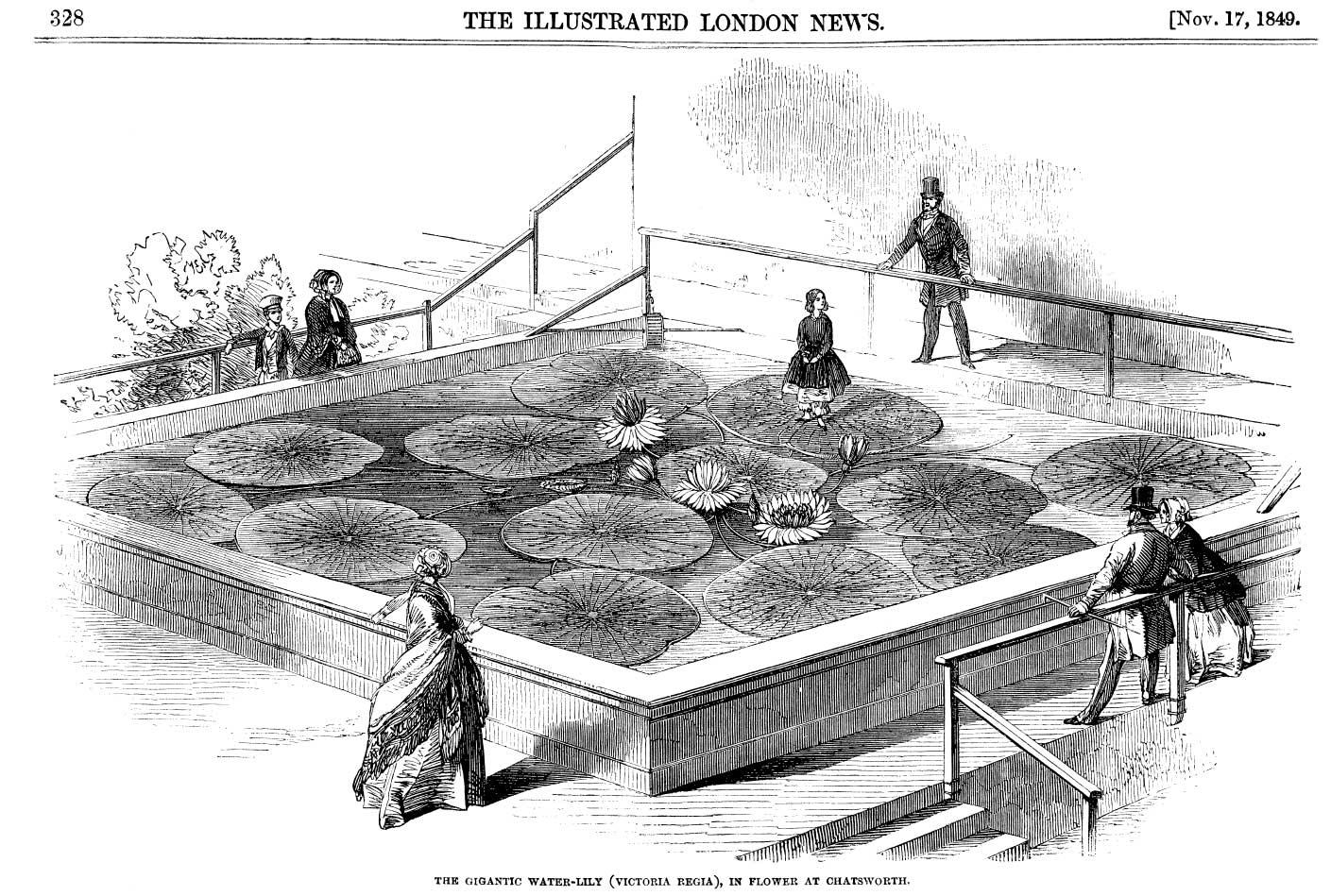
Annie, die Tochter von Joseph Paxton, wird von einem Blatt der Victoria amazonica im speziell für diese Pflanze angelegten Gewächshaus in den Royal Botanic Gardens getragen. Publiziert in der Illustrated London News vom 17. November 1849

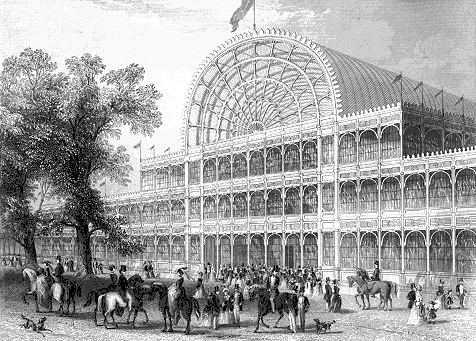
Hauptfassade und Querschiff des Kristallpalastes im Londoner Hyde Park

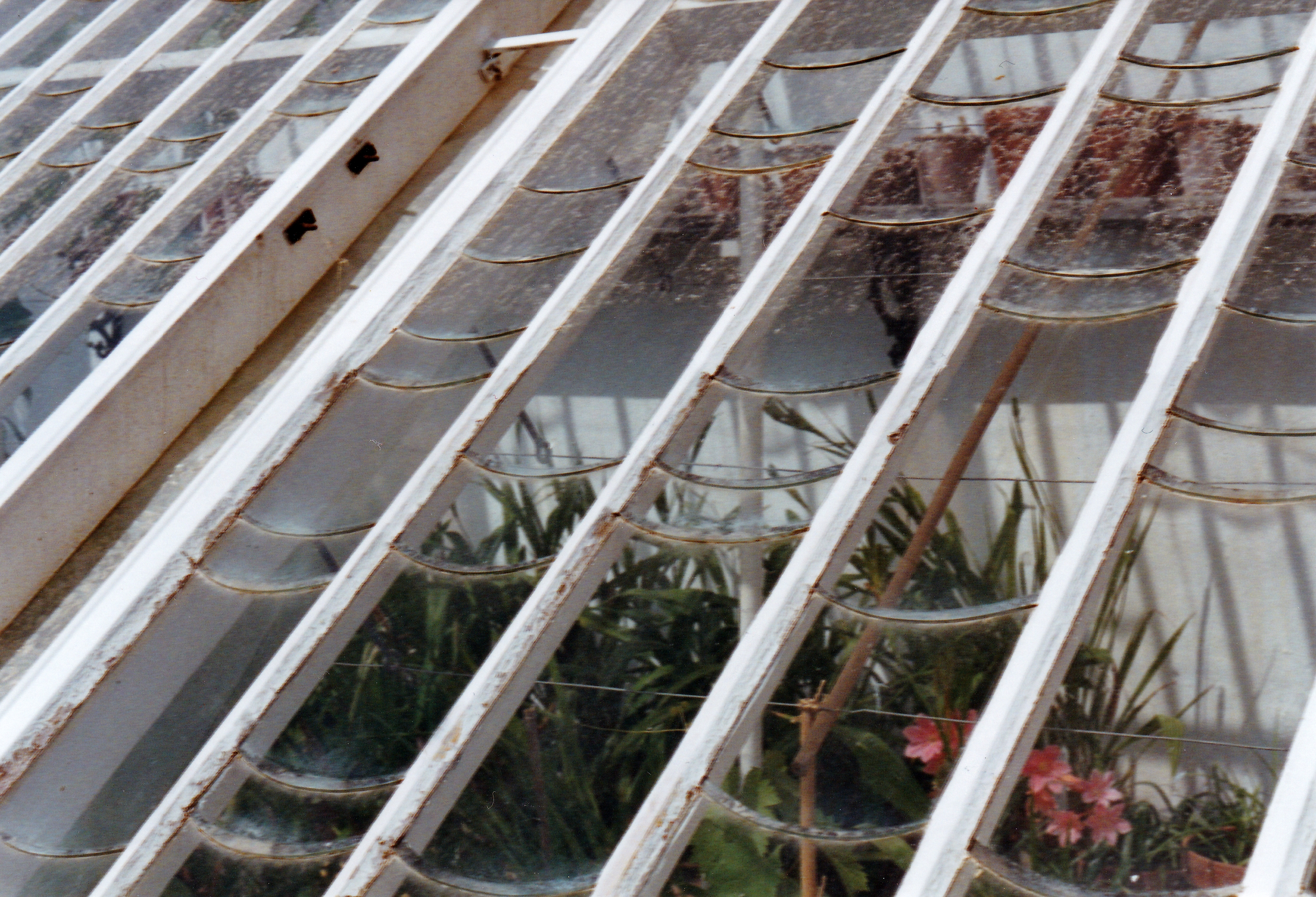
Detail eines Gewächshaus in The Lost Garden of Heligan. Es sind die abgerundeten Enden der Glasplatten zu sehen.

1828 begann Joseph Paxton im Chatsworth Garden umfangreiche Experimente mit Glashausbauten, die zur damaligen Zeit aufgrund der rasch wachsenden Pflanzensammlungen teils exotischer Pflanzen aus kolonialisierten Ländern stetig größer wurden und höhere Ansprüche erfüllen mussten. Paxton war von den bisher üblichen, groß dimensionierten Tragstrukturen mit ornamentalen Verzierungen wenig überzeugt, da diese viel Licht wegnahmen und versuchte, durch schlankere Strukturen eine Lichtoptimierung zu erreichen. Erste Versuche mit dem damals neuen Material Gusseisen erschienen ihm nicht vielversprechend, sodass er vorerst weiterhin auf Holzträger setzte. Um die Sonnentransmission- und -reflexion an der Oberfläche der Gewächshäuser zu optimieren, entwickelte Paxton die bis heute verwendete Nut-Feder-Verbindung, bei dem aneinandergereihte Paare aus schräggestellten Glasplatten miteinander jeweils einen Grat und eine Rinne bilden, die von unterspannten Trägern mit integrierten Rinnen für den Ablauf von Regen- und Kondenswasser getragen werden. Die Glasplatten waren am unteren Ende halbrund, so dass die Feuchtigkeit in der Mitte der Gläser hinab lief und nicht am Rand. Dadurch blieb das Holz der Träger trocken und faulte nicht.
Zur Anwendung brachte Joseph Paxton dieses System im Jahre 1841 beim Bau des Great Conservatory (Großes Pflanzenhaus) im Chatsworth Park, mit Außenabmessungen von ca. 85 × 35 Metern und einer Höhe von 20 Metern, seinerzeit das größte Glashaus der Welt. Trotz der hohen Wartungs- und Betriebskosten war es bis nach dem Ersten Weltkrieg in Betrieb und diente als Vorbild für viele andere Gewächshäuser.
Als 1846 die erste Seerose Victoria amazonica vom Amazonas nach England transportiert wurde, musste man feststellen, dass die Pflanze in den damals üblichen Glashäusern zwar weiterwuchs, jedoch nicht blühte. Joseph Paxton konnte mit seinem Entwurf für ein Gewächshaus in den Royal Botanic Gardens in Kew, welches die optimalen klimatischen Bedingungen für die Seerose bot, internationales Aufsehen erregen. Ein rundes, beheizbares Wasserbecken wurde durch ein Wasserrad wie ein Fluss ständig in Bewegung gehalten und durch eine Stahl-Glaskonstruktion geschützt, die für ideale Lichteinstrahlung zu jeder Tageszeit sorgte. Das Gebäude verfügte darüber hinaus über einen Bretterboden mit Fugen, durch die von der Unterseite Luft zur Klimatisierung einströmen sowie Schmutz bzw. Abwasser von der Oberseite abfließen konnte. Als die Pflanze nach wenigen Monaten zu blühen begann, durfte Paxton nach Windsor reisen und der Königin Victoria die erste Blüte überreichen. Mit Durchmessern von fast zwei Metern waren die Blätter so stabil, dass sie Paxtons siebenjährige Tochter Annie problemlos auf dem Wasser tragen konnten – ein Bild davon wurde in der Illustrated London News publiziert (siehe Abbildungen).

### Der Kristallpalast

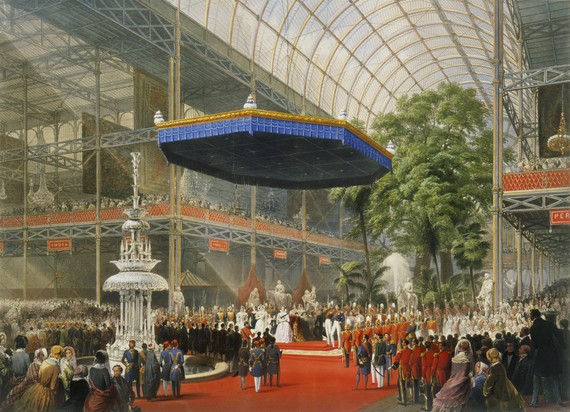
Königin Victoria eröffnet die 1. Weltausstellung im Kristallpalast

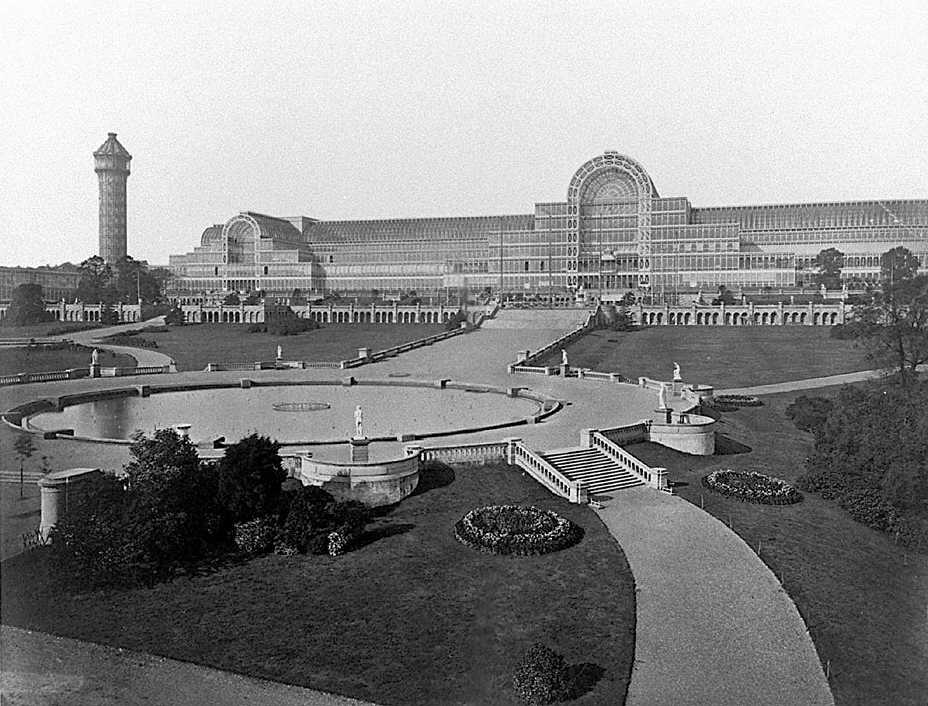
Der wiederaufgebaute und erweiterte Kristallpalast mit Park und einem der beiden markanten Wassertürme in Sydenham (Crystal Palace Park), 1854

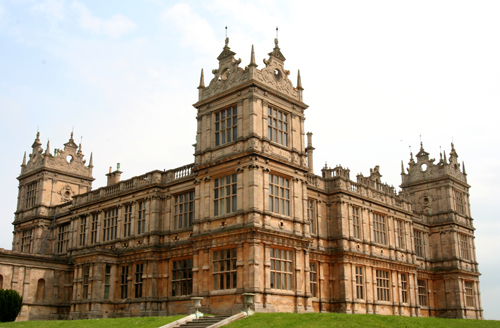
Mentmore Towers in Buckinghamshire, 2006

1849 beschlossen Prinz Albert und die Royal Society of Arts, eine Verbindung britischer Bankiers und Industrieller, die 1. Weltausstellung (Great Exhibition) zu veranstalten, auf der britische Produkte im Vergleich mit internationalen Konkurrenten gezeigt werden sollen, um ihr Qualitätsniveau zu verdeutlichen und die Absatzmärkte zu erweitern. Dazu wurde die Royal Commission gegründet, die einen Architekturwettbewerb zum Bau einer Ausstellungshalle im Londoner Hyde Park ausschrieb. Die 245 Einreichungen wurden jedoch allesamt von der Jury als unpraktikabel oder unfinanzierbar abgelehnt und die Kommission begann einen eigenen Entwurf mit einer Halbkuppel aus Ziegel mit einem Durchmesser von mehr als 60 Metern auszuarbeiten, der hinsichtlich Kosten und Bauzeit aber ebenfalls nicht durchführbar war.
John Ellis, der Vorstandsvorsitzenden der Midland Railway-Gesellschaft, der in den Planungsprozess für die Weltausstellung involviert war, berichtete Paxton auf einem Geschäftstreffen von diesen Problemen. Dieser begann zwei Wochen vor der Abgabefrist, eigene Ideen für das Ausstellungsgebäude zu entwickeln und griff dabei auf seine Erfahrungen im Gewächshausbau zurück. Nach dem Besuch des Bauplatzes skizzierte er innerhalb kürzester Zeit einen Entwurf mit allen wesentlichen Elementen und Details auf einem Zeichenpapier, welches heute im Victoria and Albert Museum zu sehen ist. Joseph Paxton konnte am 24. Juni seine Ideen Prinz Albert präsentieren. Obwohl dieser vom Projekt überaus begeistert war, wollte die Royal Commission aufgrund des Zeitmangels weiter ihren eigenen Entwurf ausführen. Paxton publizierte daher seine Pläne in der Illustrated London News und konnte damit in der Bevölkerung soviel Enthusiasmus hervorrufen, dass man sich schlussendlich für die Ausführung seines Bauwerkes entschied. Für die Ausarbeitung der Tragkonstruktion für das Stahl-Glasgebäude wurden renommierte Persönlichkeiten des Eisenbahnwesens wie William Henry Barlow und Charles Fox engagiert, mit deren Hilfe die Planung bereits am 10. Juli abgeschlossen werden konnte.
Da nur neun Monate bis zum Beginn der Weltausstellung verblieben, wurden bei dem 560 Meter langen, 137 Meter breiten und 32 Meter hohen Bauwerk standardisierte Stahlelemente verwendet, die weitestgehend vorgefertigt und werkseitig nur mehr miteinander verschraubt wurden. Für die Montage des Glasdaches wurde ein patentiertes System mit 26 fahrbaren Wägen auf Schienen entwickelt. Je zwei Glaser konnten auf einem Wagen sitzen, um die großen Glaselemente zu montieren. Die Glasfelder am Dach und auf der Südfassade wurden zum Sonnenschutz mit Kaliko-Gewebe verkleidet. 500 Maler überarbeiteten die Stahlkonstruktion – phasenweise waren bis zu 2000 Bauarbeiter gleichzeitig im Einsatz. Das Ausstellungsgebäude konnte auf diese Weise in nur sechs Monaten fertiggestellt werden und erhielt wegen seiner Glasstruktur den Namen Kristallpalast (Crystal Palace). Die Weltausstellung dauerte von 1. Mai bis 11. Oktober 1851 und war ein großer Erfolg. Joseph Paxton erhielt für sein Werk internationale Anerkennung und wurde im Oktober 1851 für seine Dienste zum Knight Bachelor geadelt.
Der Bauplatz im Hyde Park wurde nur unter der Bedingung zur Verfügung gestellt, dass das Bauwerk nach der Weltausstellung demontiert werden würde. Als das House of Commons für den Abbruch des Kristallpalastes stimmte, gründete Paxton eine Firma, kaufte über diese für 70.000 £ sowohl den Crystal Palace als auch ein Grundstück am Penge Place in Sydenham (heute als Crystal Palace Park bekannt), um das Bauwerk dort in vergrößerter Variante als Veranstaltungs- und Ausstellungsgebäude wieder aufbauen zu können. Das rechte Querschiff brannte 1866 ab und wurde nicht ersetzt. Vor dem Bauwerk gestaltete Paxton eine Parkanlage nach dem Vorbild des Schlossparks Versailles mit Kaskaden, Seen und mehr als 12.000 Wasserfontänen, für die zwei Wassertürme zur Druckerzeugung notwendig waren. Der Crystal Palace von Sydenham brannte im November 1936 ab und wurde nicht mehr ersetzt.

### Architektur und Politik

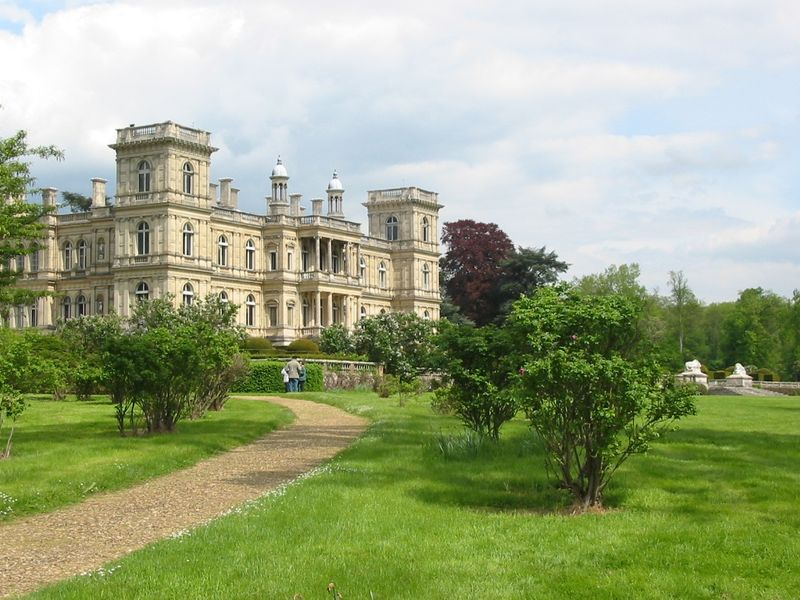
Schloss Ferrières-en-Brie, 2005

Nach dem Erfolg des Crystal Palace versuchte Joseph Paxton gemeinsam mit seinem Schwiegersohn und Architekten George Henry Stokes mit Entwürfen für Ausstellungsgebäude in New York und Paris, der Überdachung des Innenhofs der Royal Exchange in London und dem Glas-Sanatorium des London Chest Hospitals zu etablieren. Keines dieser Projekte wurde aber ausgeführt, da dieser Architekturstil nicht den klassizistischen bzw. historistischen Ansprüchen des 19. Jahrhunderts gerecht wurde. 1850 beauftragt ihn Amschel Mayer von Rothschild zur Planung der Mentmore Towers samt großzügigem Landschaftspark. Sein Cousin Jakob Rothschild ließ Paxton das Schloss Ferrières in Ferrières-en-Brie entwerfen. Weiters konnte er Erweiterungen in einem Haus in Aston Clinton (Buckinghamshire) und einem Haus in Pregny-Chambésy durchführen und öffentliche Parks wie den Kelvingrove Park oder den Queen’s Park in Glasgow planen.
Zusammen mit Samuel Hereman produzierte er ein vorgefertigtes Gewächshaus, das auch für die obere Mittelklasse erschwinglich war. Es wurde in der Gardener’s Chronicle als „Gewächshaus für Millionen“ vermarktet, um darin unter anderem Trauben für die Tafel zu ziehen. Es war eines der populärsten Glashäuser überhaupt. Bis heute hat sich ein Exemplar in den Gärten von Heligan erhalten.

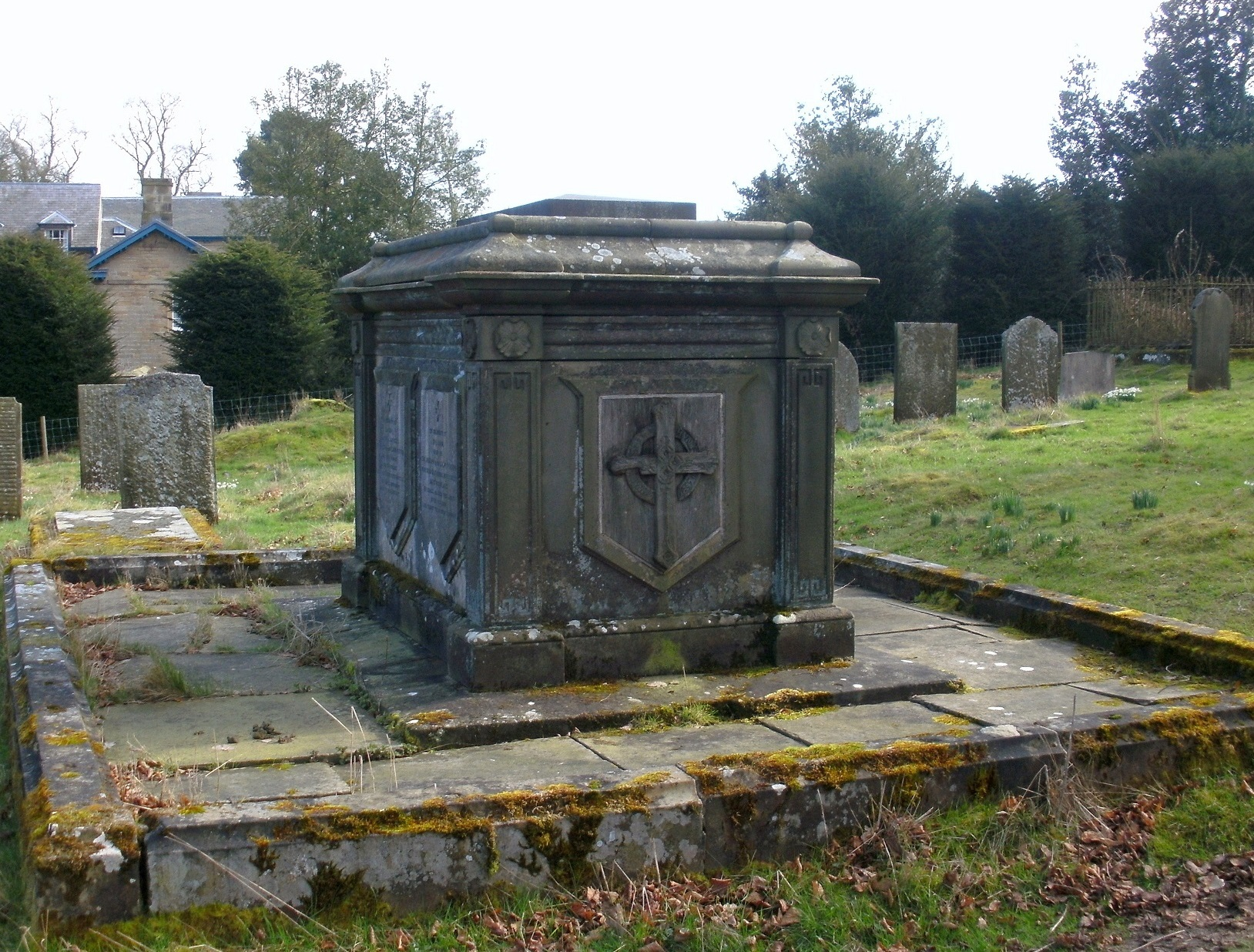
Grab Paxtons auf dem Dorffriedhof von Edensor

Im Dezember 1854 wurde Paxton Abgeordneter im House of Commons für den Wahlbezirk Coventry. Nachdem die Einfuhrzölle von Seide aus Frankreich aufgehoben wurde, stieg die Arbeitslosigkeit in Coventry, das damals großteils von der Seidenindustrie lebte, rasch an. In seiner Rolle als Politiker konnte Joseph Paxton dank seiner guten geschäftlichen Beziehungen Arbeitgeber aus anderen Industriezweigen anlocken und Arbeitsplätze im Baumwollgewerbe schaffen. Später setzte er sich für den Bau der Thames Graving Docks ein.
Nach dem Tod des Duke of Devonshire im Jahr 1858 legte Joseph Paxton seine Dienste am Anwesen des Dukes nieder, durfte aber weiterhin in seinem Haus in den Chatsworth Gardens bleiben. In den Jahren als Architekt und Politiker hatte Joseph immer wieder mit gesundheitlichen Problemen zu kämpfen. Als sich sein Zustand 1865 weiter verschlechterte, musste er seine parlamentarische Funktion vollständig niederlegen und verstarb am 8. Juni 1865. Paxton liegt auf dem Dorffriedhof von Edensor bei Chatsworth House begraben, wo auch die Dukes of Devonshire bestattet sind.

## Taxonomische Ehrung
Ihm zu Ehren wurde die Gattung Paxtonia Lindl. aus der Pflanzenfamilie der Orchideengewächse (Orchidaceae) benannt.

## Werke

### Bauten
- Die Great Conservatory, 1841
- Das Victoria-amazonica-Gewächshaus, 1846
- Der Kristallpalast, 1851
- Das Schloss Mentmore Towers, 1851
- Das Schloss Ferrières, 1855
- Gewächshäuser für die Familie Rothschild, heute im Botanischen Garten in Genf[24]

### Parkgestaltungen
- Princes Park, Liverpool, 1842
- Birkenhead Park, Birkenhead, 1844
- Kelvingrove Park, Glasgow, 1852
- Queen’s Park, Glasgow, 1857

### Schriften
- Horticultural Register, and General Magazine of all useful and interesting Discoveries connected with Natural History and rural Subjects. Baldwin and Craddock, London 1831–1836.
- Magazine of Botany, and Register of Flowering Plants. 1834–1849, ISSN 0268-411X.
- Gardeners’ Chronicle. 1841–1843, 1874–1986, ISSN 0309-1147.

gemeinsam mit John Lindley:
- A practical Treatise on the Cultivation of the Dahlia. W. S. Orr & co., London 1838.
- Pocket Botanical Dictionary, comprising the Names of all Plants known in Britain. J. Andrews, London 1840.
- Paxton’s Flower Garden. Bradbury & Evans, London 1850–1853.
- The Cottager’s Calendar of Garden Operations. Gardeners’ Chronicle, London 1851 (zahlreiche Auflagen).